# 高橋慶彥
高橋慶彦（Takahashi Yoshihiko, 1957年3月13日—），日本棒球選手，出生於北海道芦別市，曾經效力於日本職棒廣島鯉魚等隊伍，於1992年退休，生涯通算163支全壘打，477次成功盗壘。